# Croton malabaricus
Croton malabaricus là một loài thực vật có hoa trong họ Đại kích. Loài này được Bedd. mô tả khoa học đầu tiên năm 1873.

## Hình ảnh

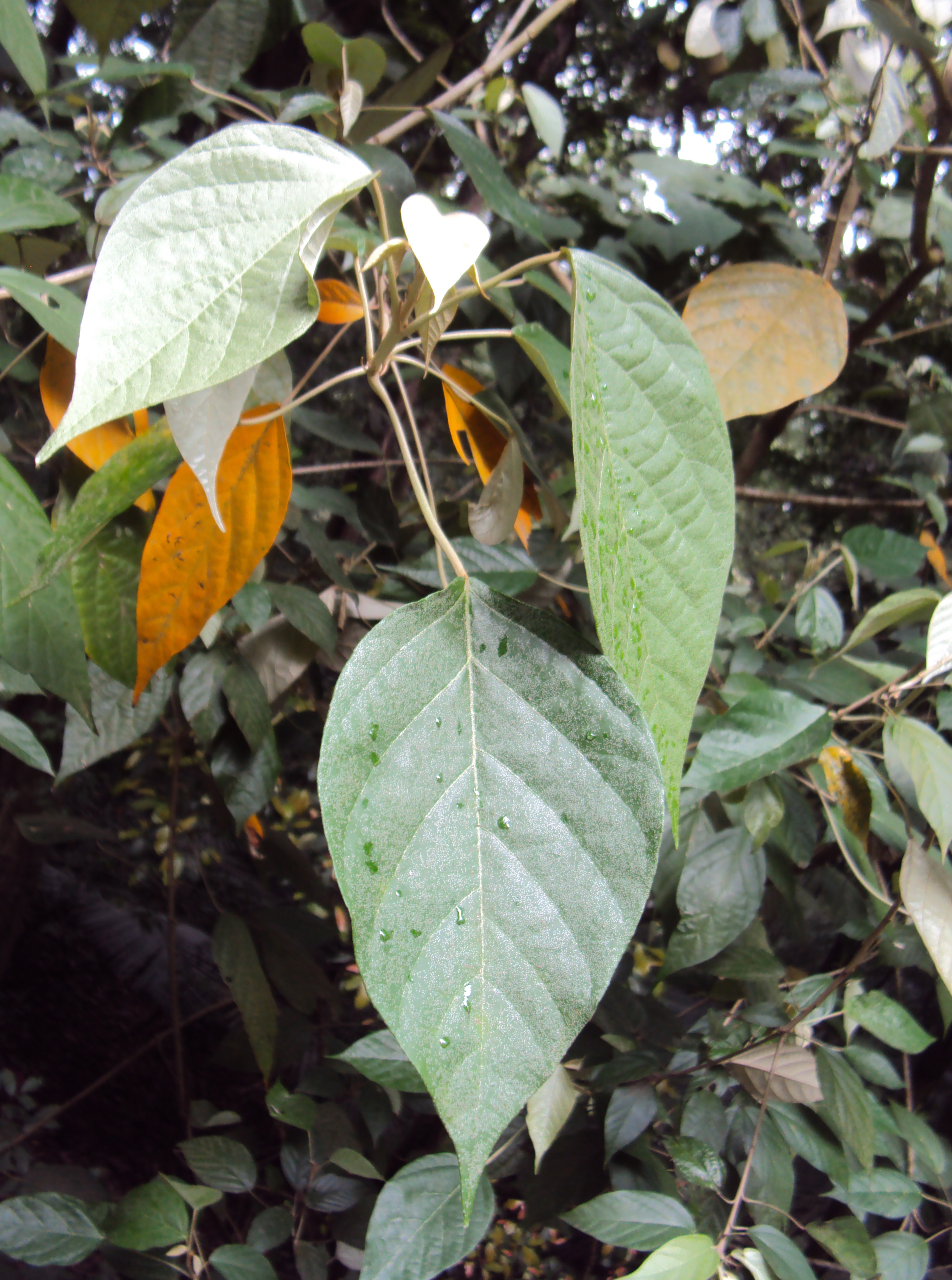
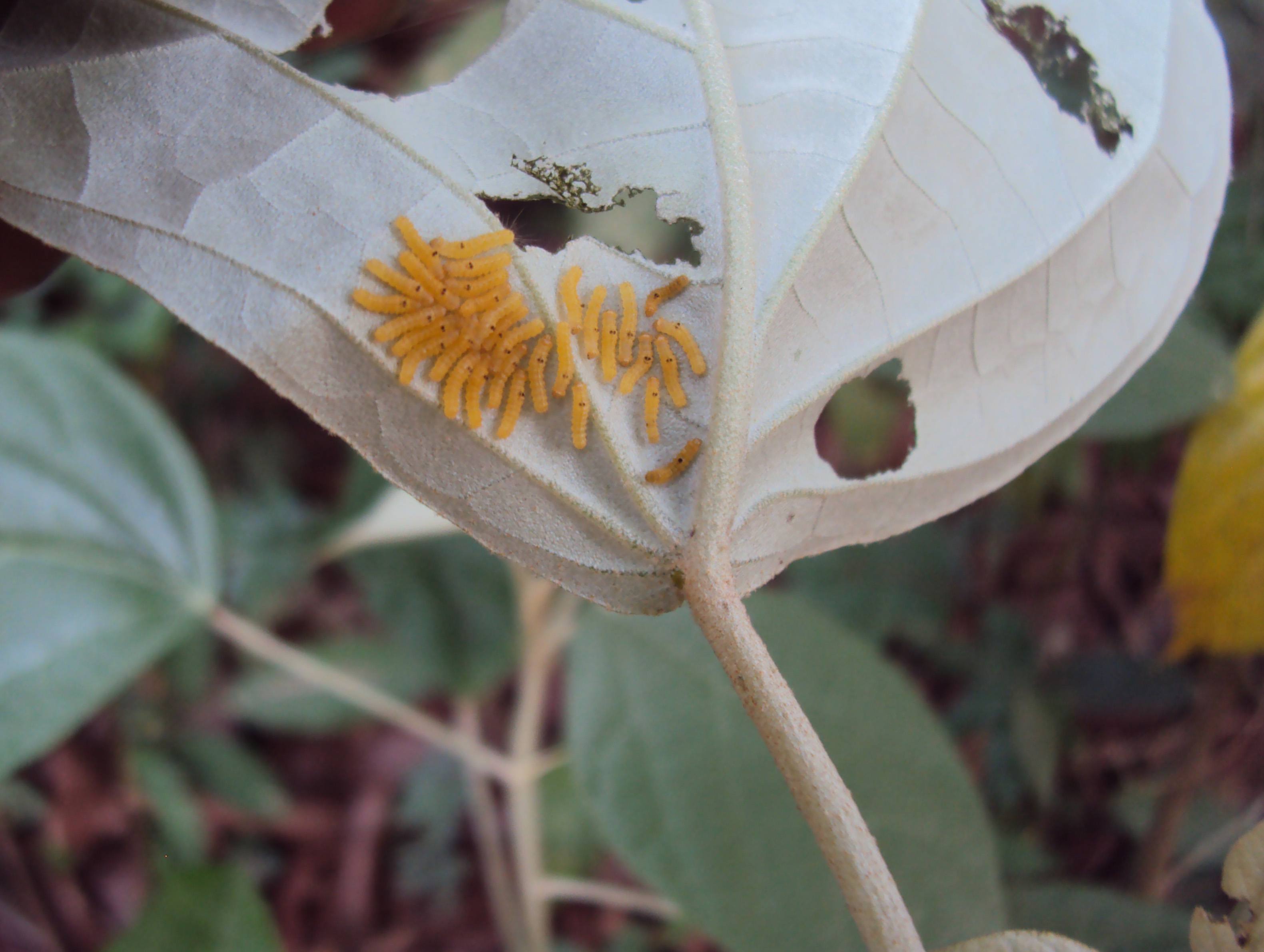
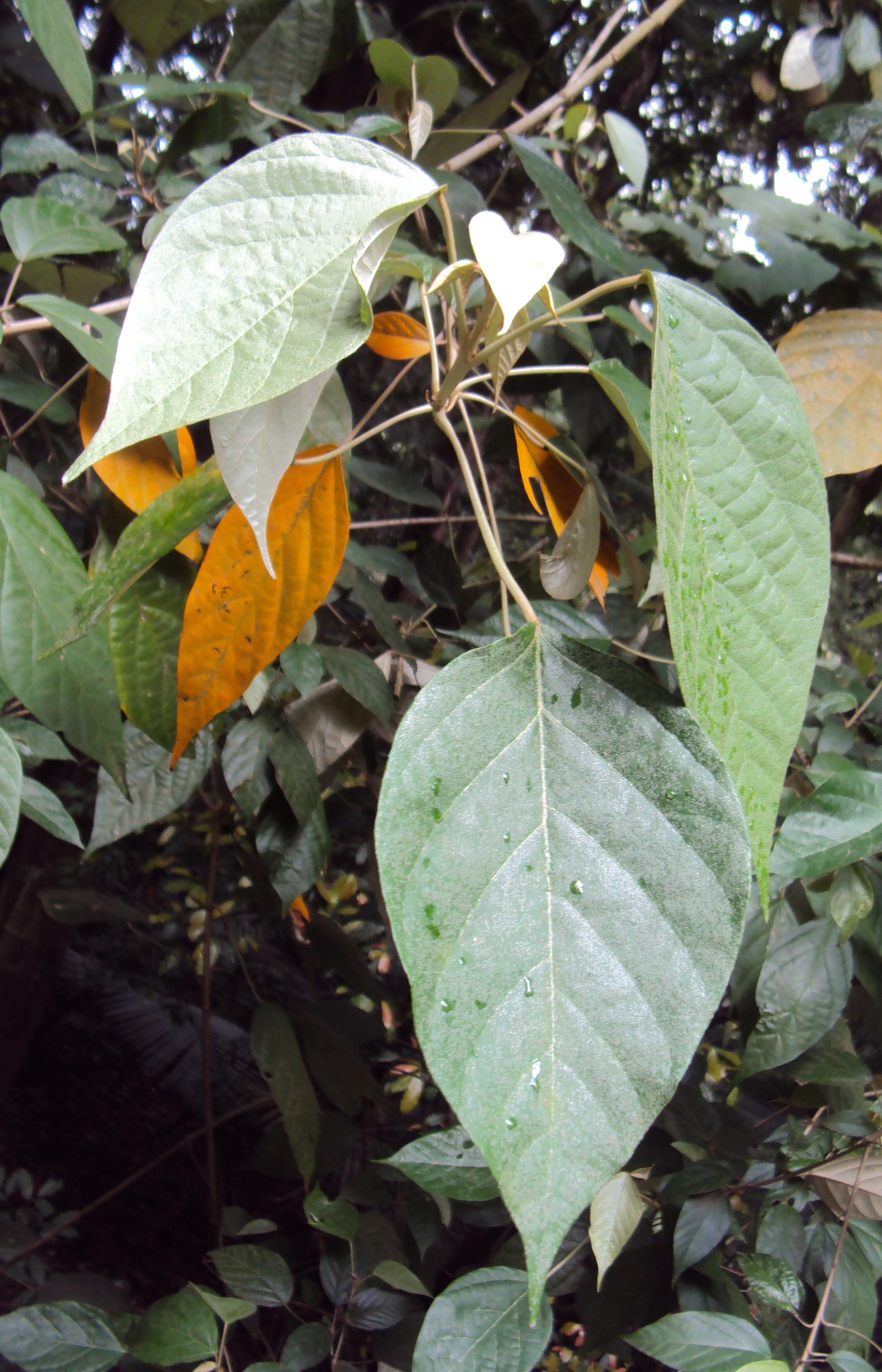
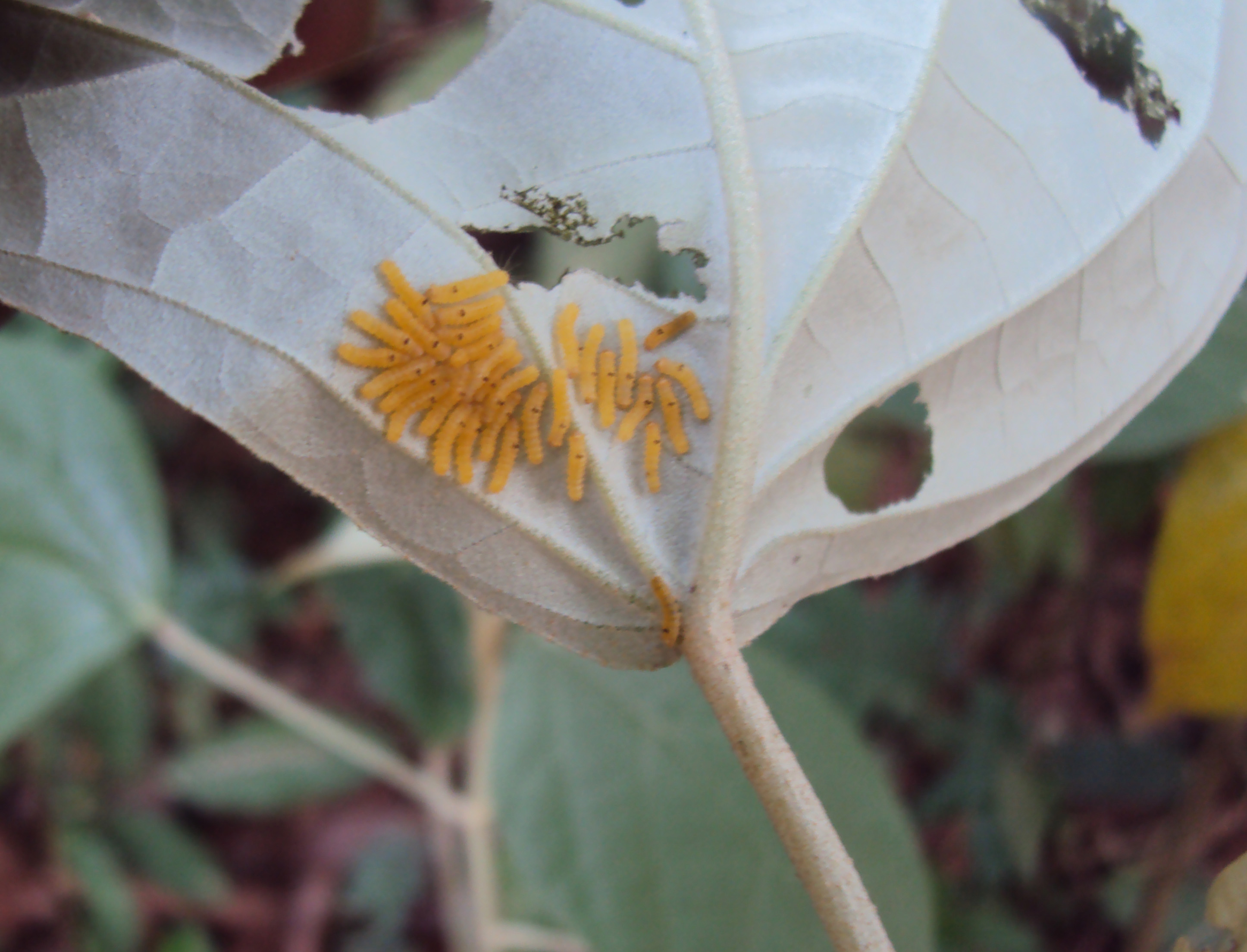